# Miwa Kyūwa
Miwa Kyūwa (japanisch 三輪 休和, eigentlicher Vorname Kunihiro (邦廣); geboren 20. April 1895 in Hagi (Präfektur Yamaguchi); gestorben 24. Oktober 1981 daselbst) war ein japanischer Töpfer.

## Leben und Wirken
Miwa Kyūwa folgte in der 10. Generation auf seinen Vater in der Hagi-Töpfer-Tradition und übernahm dessen Go „Kyūsetu“ (休雪), als dieser sich aus dem aktiven Wirken zurückzog. Nach seinem eigenen Eintritt in den Ruhestand nannte er sich Kyūwa, während sein jüngerer Bruder Jusetsu (壽雪; 1910–2012) die Tradition weiterführte.
Vom Staat 1970 zum „Lebenden Nationalschatz“ erhoben, ist Kyūwa bekannt für seine Gefäße zur Tee-Zeremonie, für Frischwasser-Gefäße (水指, Mizusashi) und figürliche Skulpturen. Er entwickelte eine milchig-weiße Glasur nach koreanischer Art.